# Skała Czarownic
Skała Czarownic – skała na północno-zachodnim stoku Groniczka w Beskidzie Małym. Znajduje się przy czarnym szlaku turystycznym z Wilkowic na Magurkę Wilkowicką.
Ma wysokość około 6 m i zbudowana jest z istebniańskich piaskowcowców i zlepieńców. Na jej północnej ścianie jest niewielkie schronisko skalne. Jan Halama z Bystrej w 1709 r. podał, że podobno mieszkał w nim Wojciech Bulok z dwoma kobietami. Był zbójnikiem i napadał na kupców jadących traktem przez Bramę Morawska, kobiety zaś były znachorkami. Lecząc ludzi i zwierzęta przeprowadzały też wywiady, zbierając informacje o bogatych ludziach, którzy potencjalnie mogli stać się ofiarą napadu zbójnika. Podobno okradli nawet kościółek św. Michała w Wilkowicach. Zbójnik został jednak koło skały wypatrzony przez młodego chłopaka, który poinformował o tym mieszkańców Wilkowic, ci schwytali go podczas snu. 7 października w Żywcu poddano go okrutnym torturom, wskutek których zmarł. Nie wydał jednak swoich wspólniczek, te wróciły pod skałę, wykopały schowane tam skarby i uciekły w inne okolice.
Skała Czarownic znajduje się po zachodniej stronie szlaku turystycznego, jest z niego trudno dostrzegalna, ale wskazówką mogą być zamontowane w pobliżu ławki i stół dla turystów.

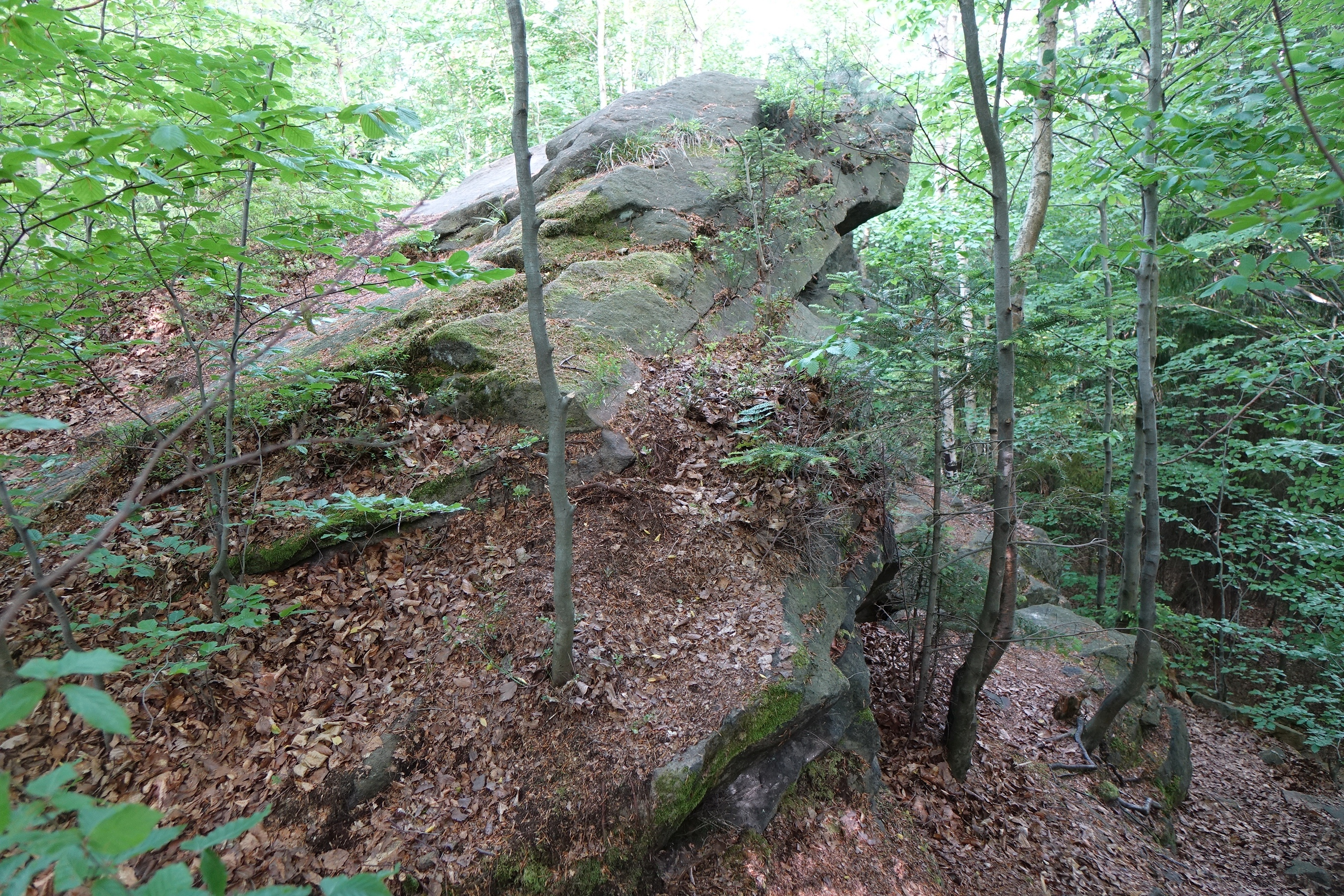
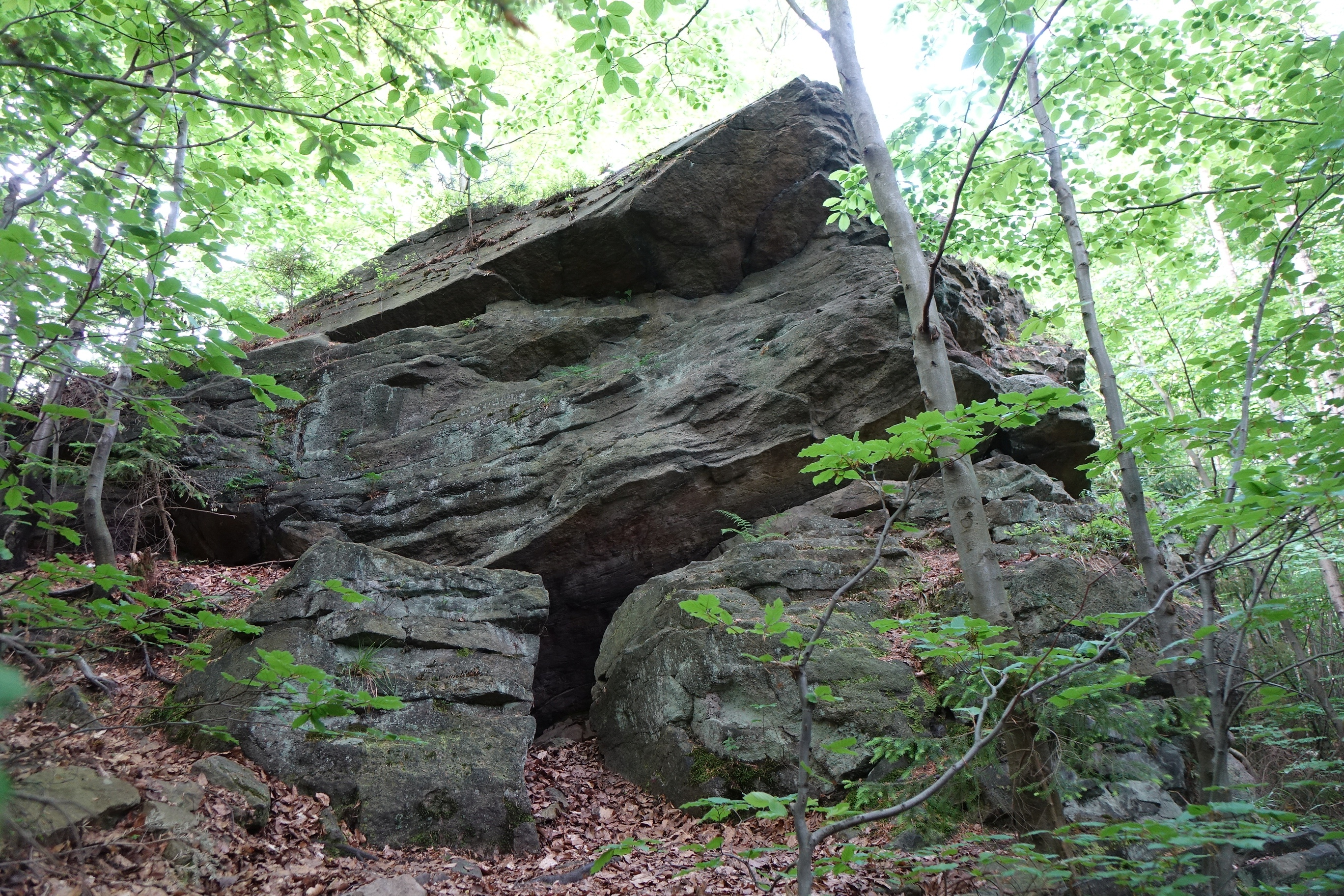
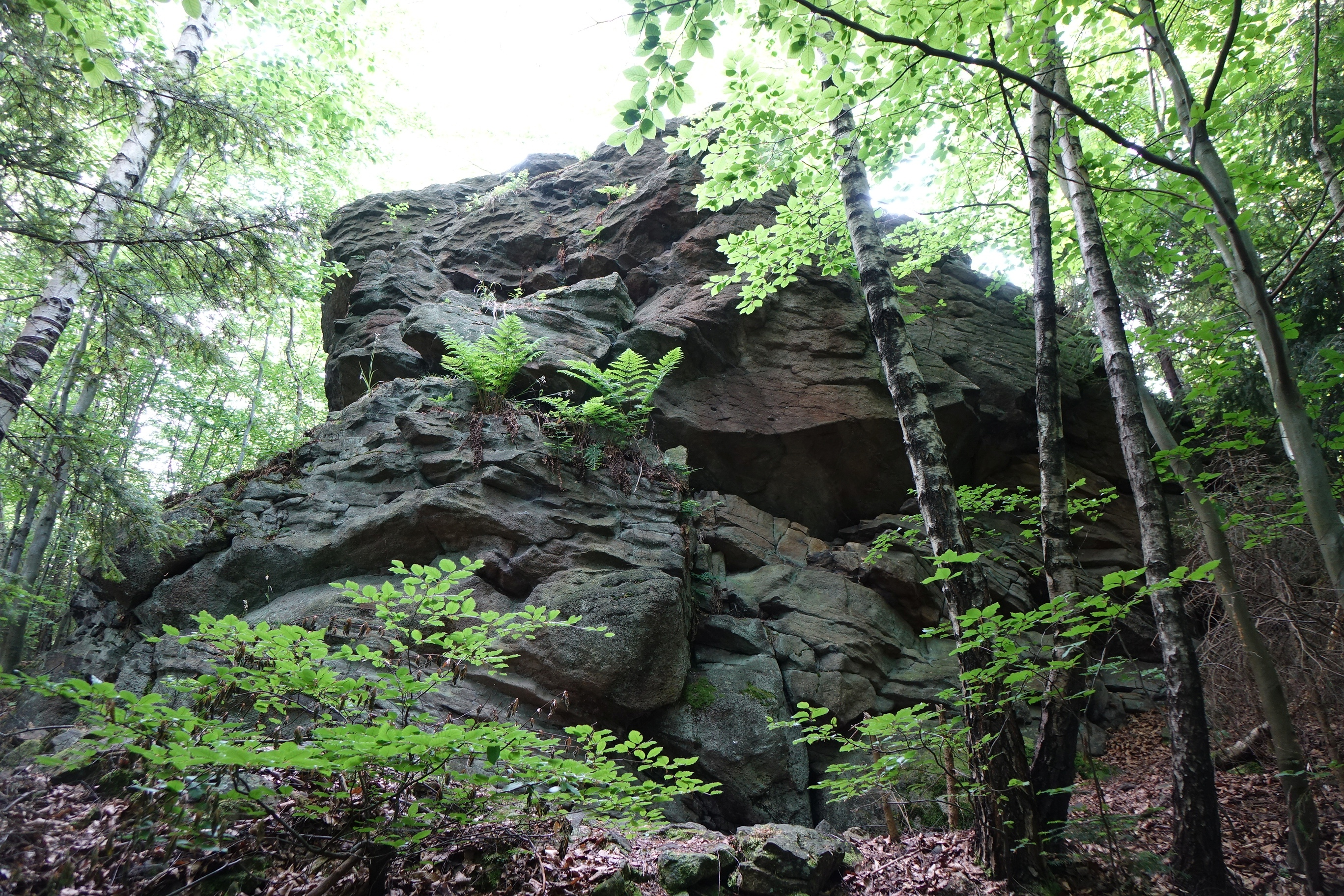
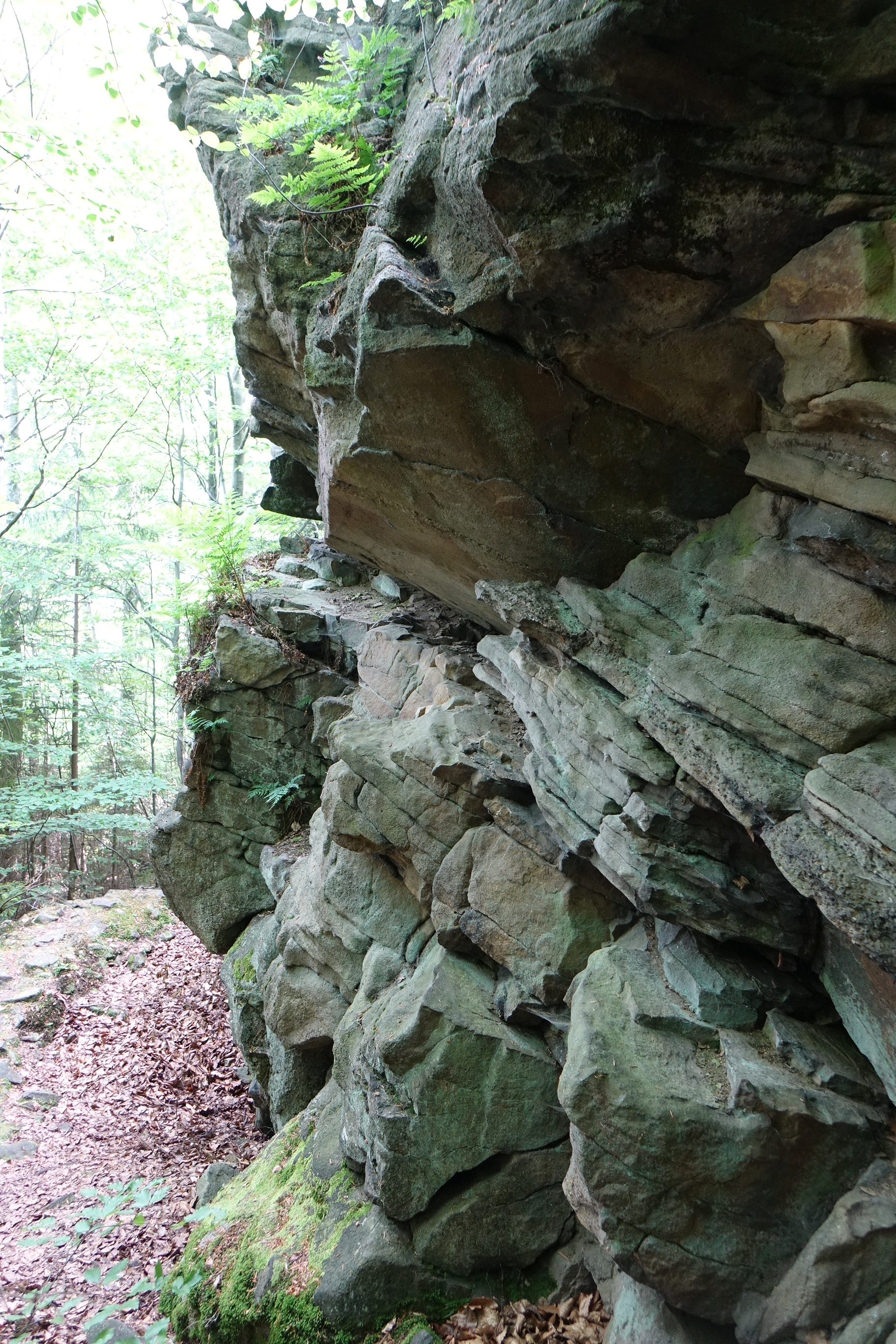
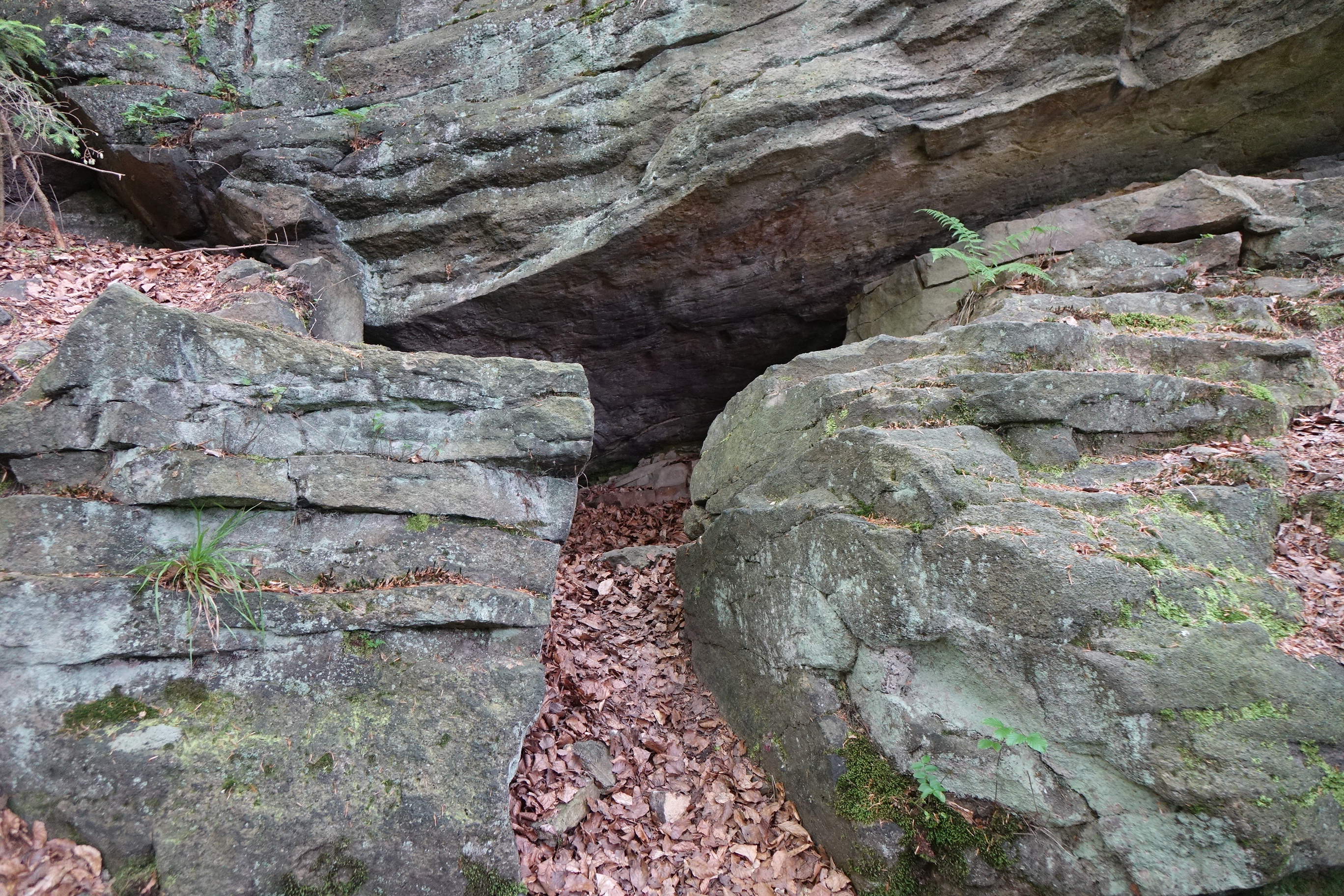